# Apanthura indonesiensis
Apanthura indonesiensis is een pissebed uit de familie Anthuridae. De wetenschappelijke naam van de soort is voor het eerst geldig gepubliceerd in 1997 door Negoescu.